# Барнс (округ)
Округ Барнс  (англ. Barnes County) — округ (графство) в штате Северная Дакота, США. Код округа — 38003.

## Демография
По данным переписи населения 2000 года, население округа составляло 11 775 человек, из которого городского населения было 6790, а сельского — 4985.
Среди жителей округа мужчин было 5791, а женщин — 5984.
Средний уровень рождаемости составлял 2,89 человека. В округе было 5599 жилых домов.
Возрастной раздел населения показан в таблице:
| Под     | До 15 лет | 15-21 | 22-29 | 30-39 | 40-49 | 50-65 | 65-85 | Более 85 |
| ------- | --------- | ----- | ----- | ----- | ----- | ----- | ----- | -------- |
| Мужчины | 1047      | 742   | 503   | 664   | 920   | 927   | 851   | 137      |
| Женщины | 1037      | 690   | 451   | 639   | 883   | 940   | 1066  | 278      |